# They Might Be Giants
|  | Aquest article tracta sobre el grup musical. Si cerqueu la pel·lícula, vegeu «El detectiu i la doctora». |

They Might Be Giants (en anglès «Podrien Ser Gegants»), sovint abreujat per TMBG, és una banda de rock alternatiu estatunidenca formada el 1982 per John Flansburg i John Linell. En els primers anys, Flansburg i Linell acostumaven a actuar com a duet, sovint amb l'acompanyament d'una caixa de ritmes. A principis dels 90, incorporaren músics d'acompanyament al grup; actualment Dan Miller, Danny Weinkauf i Marty Beller els acompanyen. El nom del grup prové del títol original de la pel·lícula El detectiu i la doctora, que al seu torn es refereix a l'afer amb els molins de vent d'El Quixot, que aquest confon amb gegants. TMBG destaca pel seu estil musical atípic i experimental: al llarg dels anys, han tengut èxit en les ràdios alternatives americanes, així com en la música per a infants i joves i la música de diverses pel·lícules i sèries de televisió.
TMBG ha publicat 20 àlbums d'estudi. El més exitós, Flood, fou disc de platí, mentre que els àlbums Here Come the 123s i Here Comes Science foren nominats als Premis Grammy al Millor Àlbum Infantil del 2008 i 2010 respectivament, el primer dels quals el guanyà.

## Discografia
Al llarg de la seva carrera, They Might Be Giants han publicat 20 àlbums d'estudi, 10 recopilatoris, 8 extended plays, 7 vídeos i 11 senzills.

### Studio albums
- They Might Be Giants (1986)
- Lincoln (1988)
- Flood (1990)
- Apollo 18 (1992)
- John Henry (1994)
- Factory Showroom (1996)
- Long Tall Weekend (1999)
- Mink Car (2001)
- No! (2002)
- The Spine (2004)
- Here Come the ABCs (2005)
- The Else (2007)
- Here Come the 123s (2008)
- Here Comes Science (2009)
- Join Us (2011)
- Nanobots (2013)
- Glean (2015)
- Why? (2015)
- Phone Power (2016)
- I Like Fun (2018)
- My Murdered Remains (2018)
- The Escape Team (2018)
- Book (2021)